# Samone
Samone é uma comuna italiana da região do Trentino-Alto Ádige, província de Trento, com cerca de 494 habitantes. Estende-se por uma área de 4 km², tendo uma densidade populacional de 124 hab/km². Faz divisa com Strigno e Spera.